# 조 래포소
조 래포소(Joe Raposo, 본명은 조지프 길럼 래포소(Joseph Guilherme Raposo), 1937년 2월 8일 ~ 1989년 2월 5일)는 미국의 싱어송라이터, 피아노 연주자, 영화 음악감독이다.

## 생애
1958년 피아니스트 첫 데뷔하였고 1965년 가수 데뷔하였으며 1972년 미국 영화 《The possession of Joel Delaney》로 영화 음악감독, 영화 지휘감독, 영화 음향감독 데뷔하였고 1981년 미국 영화 《The great muppet caper》를 음악감독, 이 영화로 영화 음악연출가 데뷔하였다.

## 유명세
그는 보통적으로 대한민국 국내에서는 미국 보컬 음악 듀오 카펜터스가 부른 《Sing》이라는 곡의 오리지널 원곡 가수로도 잘 알려져 있다.